# Гренландська незалежність

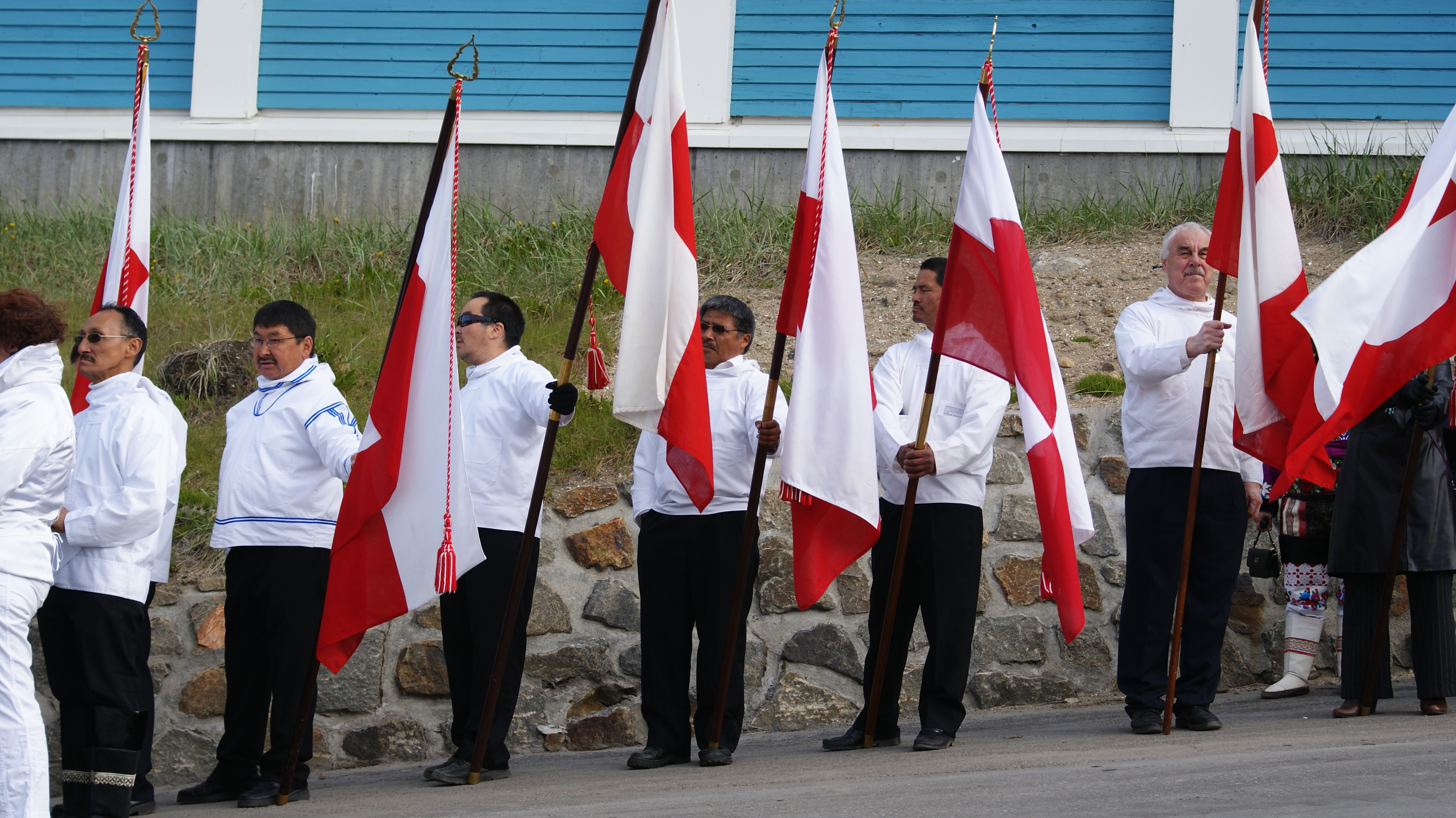
Святкування національного дня Гренландії 2010 у Сісіміуті рівно через рік після встановлення самоврядування у 2009 році

Гренландська незалежність (гренл. Kalaallisuut kiffaanngissusiat, дан. Grønlandsk uafhængighed) — політичний проєкт деяких політичних партій (таких як Вперед, Інуїт Атакатігііт, Налерак і Нунатта Кіторнай), правозахисних груп та окремих осіб Гренландії, автономної території в складі Королівства Данія, стати незалежною суверенною державою.

## Передумови

### Скандинавська та інуїтська колонізація
Сучасне населення Гренландії переважно складають інуїти, що походять від народу Туле, який мігрував з Північної Америки в ХІІІ столітті нашої ери, поступово розселяючись по всьому острову. Претензії Данії на острів походять від скандинавського заселення південної Гренландії, яке тривало з 980-х років до XV століття.
Вчені вважають, що найдавніші відомі норвезькі поселення в Гренландії походять з Ісландії і що Ерік Рудий заснував першу колонію в 985 році. Вважається, що ісландський контроль над Гренландією тривав до 1261 року. Пізніше на Гренландію претендувало Королівство Норвегія, яке контролювало її приблизно в 1261—1319 роках.
Ці скандинавські поселення зникли протягом XIV та початку XV століть. Інуїти стали єдиними мешканцями острова, розширившись до південного та західного узбережжя, і були де-факто незалежними понад 200 років, доки не відновилася європейська колонізація. Попри це, де-юре європейські держави взяли на себе європейське володіння Гренландією.

### Європейська колонізація у XVIII—XX ст
Європейські контакти з Гренландією були відновлені до 1721 року з місією Ганса Егеде, за якою послідували моравські місії. Вони створили міцні колонії та, не знайшовши скандинавських народів, спробували християнізувати інуїтів.
До цього часу Норвегія і Данія були об'єднані в Данію-Норвегію, яка вважала Гренландію частиною своєї території. Це закінчилося 14 січня 1814 року після того, як Норвегія була передана Данії в результаті наполеонівських війн у Європі. У результаті Кільського договору незабаром Данія отримала повний колоніальний контроль над Гренландією. З 1814 по 1953 рік Гренландія була колонією, окремою і не данською територією, яка безпосередньо контролювалась данським урядом.

### Американський протекторат і окупація
Під час Другої світової війни між 1940 і 1945 роками Данія була окупована та контролювалася нацистською Німеччиною. У результаті 9 квітня 1941 року уряди Данії та США підписали угоду про передачу оборони та контролю над Гренландією Сполученим Штатам. (Уряд Данії був представлений послом Данії в США, оскільки США не визнавали нацистський уряд Данії). Перші американські війська прибули до Гренландії 7 липня 1941 року. США побудували два аеропорти з повноцінними злітно-посадковими смугами. До листопада 2024 року, після реконструкції аеропорту Нуук, вони були головними міжнародними аеропортами Гренландії, незважаючи на те, що розташовані далеко від будь-якого традиційного поселення.
У ці роки Гренландія була фактично незалежною і дозволила Сполученим Штатам будувати бази на своїй території, незважаючи на довоєнний нейтралітет Данії. Після війни довоєнне становище було відновлено, американські бази залишилися, а Данія, з Гренландією у складі Королівства, вступила до НАТО.

## Рух до незалежності
У 1953 році нова конституція Данії включила Гренландію до складу Данії, таким чином острів отримав представництво в данському парламенті та був визнаний данською провінцією, відомою як округ Гренландія.
У 1972 році на прохання Ради провінції Кнуд Гертлінг створив комітет із членів Гренландії для вивчення можливості посилення місцевої влади. У 1975 році комітет рекомендував якомога швидше перейти до саморегулювання. Гертлінг відповів створенням Комісії з питань самоврядування в Гренландії з 14 членів, рівномірно розподілених між представниками Гренландії та Данії. У червні 1978 року комісія представила остаточний звіт із пропозиціями щодо закону про самоврядування.
У 1979 році уряд Данії надав Гренландії самоуправління, при цьому Данія зберегла контроль над низкою сфер, включаючи зовнішні відносини, оборону, валютні питання та правову систему в Гренландії.
Мінімальне представництво Гренландії в данському фолькетингу означало, що, хоча понад 70 % гренландців виступали проти вступу до Європейського спільного ринку (ЄЕС), все ж вона приєдналася в 1973 році як частина Данії. Побоювання жителів Гренландії, що митний союз дозволить іноземним компаніям конкурувати та переловлювати рибу в її водах, швидко справдилися. Після того, як самоуправління було забезпечено, 23 лютого 1982 року майже більшість (53 %) населення Гренландії проголосувала за вихід з ЄЕС, процес, який тривав до 1985 року. Це призвело до Гренландського договору 1985 року.
У 2008 році громадяни Гренландії схвалили референдум про самоврядування Гренландії, проголосувавши 75 % на користь вищого ступеня автономії. Гренландія взяла під контроль правоохоронні органи, берегову охорону та правову систему. 21 червня 2009 року, у національний день Гренландії, змінилася офіційна мова острова з данської на гренландську. Закон дає контроль над зовнішніми відносинами Гренландії з островом у торгівлі та інших сферах, за які вона відповідає. Гренландія має представників у Копенгагені, Брюсселі, Рейк'явіку та Вашингтоні.
Відповідно до закону про самоврядування 2009 року (розділ § 21), Гренландія може оголосити повну незалежність, якщо вона хоче цього добитися, але це має бути схвалено на референдумі серед гренландців. Опитування 2016 року показало, що серед жителів Гренландії явна більшість була за повну незалежність, але опитування 2017 року показало, що була явна опозиція (78 %), якщо це означало падіння рівня життя.
Колишній прем'єр-міністр Гренландії Куупік Клейст неодноразово висловлював необхідність диверсифікації економіки Гренландії, яка в основному залежить від рибальства, туризму та значного щорічного пакетного гранту від Данії. Блоковий грант дорівнює приблизно двом третинам державного бюджету Гренландії чи приблизно одній чверті всього ВВП Гренландії. Економічна стабільність розглядається як основа для повної політичної незалежності від Данії. У 2017 році зі значною більшістю голосів лідером найбільшої партії Вперед, що виступає за незалежність Гренландії, був переобраний Кім Кільсен. Спостерігачі вважали це перемогою фракції «повільної незалежності» замість фракції «зараз незалежності». (Його опонент, Віттус Куяукіцок, виступав за незалежність, навіть якщо це означало втрату великого щорічного пакетного гранту від данської держави). Під час дебатів у парламенті Данії (в якому також є члени від Гренландії) у 2018 році прем'єр-міністр Данії Ларс Люкке сказав, що Гренландія має чітко дати зрозуміти, чи хоче вона залишатися частиною Королівства, чи стати незалежною. Якби Гренландія стала незалежною країною, припинилася б щорічна блокова дотація від Данії до Гренландії.
У 2008 році борці за незалежність рекламували 2021 рік (300-річчя колоніального панування Данії) як дату потенційної незалежності.
У 2023 році комісія, якій було доручено розробити проєкт конституції незалежної Гренландії, представила свою пропозицію. У лютому 2024 року острів офіційно оголосив, що незалежність є метою Гренландії.
На прес-конференції на початку 2025 року прем'єр-міністр Муте Буруп Еґеде, який виступає за незалежність, заявив, що «вже розпочато роботу над створенням основи для Гренландії як незалежної держави», і, очевидно, натякнув, що референдум про незалежність може відбутися вже у квітні 2025 року, одночасно із загальними виборами.

## Опитування
Опитування 2016 року показало, що серед жителів Гренландії явна більшість (64 %) виступає за повну незалежність.
Опитування 2019 року показало, що 67,8 % жителів Гренландії підтримують незалежність від Данії протягом наступних двох десятиліть.

## В культурі
Питання незалежності Гренландії значною мірою фігурує у восьмому епізоді шведсько-ісландського телесеріалу «Тонкий лід» (2019—2020). Написаний Сьореном Стермозом і Лєною Ендре, він був здебільшого знятий у Гренландії в розпал гренландської зими. До кінця першого сезону Гренландія здобуває незалежність за прихованої підтримки Сполучених Штатів. Політична система нової незалежної Гренландії не повідомляється, хоча показано, що країна надала неназваній американській нафтовій компанії права на морське буріння великого глибоководного нафтового родовища.